# Helionides raba
Helionides raba är en insektsart som först beskrevs av Irena Dworakowska 1981.  Helionides raba ingår i släktet Helionides och familjen dvärgstritar.
Artens utbredningsområde är Nigeria. Inga underarter finns listade i Catalogue of Life.